# Josef Honor Schneider
Josef Honor Schneider, též Joseph Ignatz Schneider (9. července 1804 Místek – 7. května 1874 Přeštice) byl moravský lékař, přírodovědec a autor přírodovědné literatury.

## Životopis
Narodil se v Místku. Jeho otec Josef Václav Schneider byl krejčím v Dolní ulici č.p. 5, kde žil v podnájmu. Stejně jako jeho bratr Jacob Eberhard studoval na univerzitě ve Vídni, na niž v roce 1831 získal doktorát za disertaci De organisatione cerebri (O organizaci mozku). V roce 1832 byla v Přešticích epidemie cholery, proti této chorobě úspěšně bojoval a následně se zde usadil jako městský lékař. Před rokem 1834 získal i doktorát z filozofie. Jako městský lékař se staral o německy mluvící skupinu obyvatel regionu a o šlechtickou rodinu Schönborn-Wiesenthein, která trávila letní období ve svém zámku v Dolní Lukavici. Proti návratu cholery bojoval prostřednictvím preventivních opatření a zaváděním školních očkování.
Dne 1. dubna 1834 se v Dolní Lukavici oženil s dcerou nadlesního Annou Terezii Weisovou pocházející z Horní Falce, se kterou měl deset dětí, všichni přežily dětský věk. Zemřel v Přešticích v roce 1874.
Jeho vnuk Rudolf Schneider se narodil v Dolní Lukavici, byl zakládající ředitel Pražského hydrometeorologického ústavu a ve svém životopise zmínil, jak stárnoucí lékař-dědeček dokázal fascinovat děti svou zálibou pro přesné měření času.

## Publikace
Schneiderova první publikace byla nekrologem na bratra Jakuba, profesora olomoucké univerzity, kterou zveřejnil ve vídeňském časopise Dr Sammler. Poté publikoval práci o úspěšném léčení hluchoněmého pacienta trpícího revmatismem. Vydavatel Fr. Ed. Sandtner v roce 1843 v Praze vydal Schneidrovu ilustrovanou encyklopedii přírodních dějin, kterou ilustroval Franz A. Werner. Jednalo se o lexikon zvířat, rostlin a nerostů z celého světa, který je zajímavý jako dobový dokument tehdejšího stavu stavu biologie ve střední Evropě a jako předchůdce Brehma. Projekt nebyl ekonomicky úspěšný, proto byl zastaven po tisku prvních dvou svazků (německé heslo Blattkäfer).
Schneiderova nejvýznamnější práce je pojednání o t.[ujasnit] Jedná se o malý hmyz z čeledi Membracoidea, o kterém se domníval, že vyvolává hnilobu brambor. Na začátku 40. let 19. století se hniloba brambor šířila po střední Evropě, přičemž brambory byly hlavní potravinou chudší částí obyvatel. Řepa měla na stejné ploše menší výnosnost než pěstované brambory a tak na císařském dvoru vznikly obavy z nedostatku potravin. Schneider zveřejnil názor, že tento hmyz, který se rozšířil v době bramborové kalamity, by mohl být původcem bramborové hniloby. Navrhl také stanovit zónu, ve které by platil zákaz výsadby brambor. Zóny měly mít formu dlouhých pruhu vzdálených od sebe tak, aby se předcházelo dalšímu šíření hniloby. Jeho teorie byly zaslány významnému belgickému vědci Thomasi de Barymu, který později zjistil, že hnilobu způsobuje houbová choroba. Schneiderova zásluha byla v tom, že byl první entomolog, která vědecky popsal tento hmyz. Vídeňský entomolog Vincenz Kollar s pomocí mikroskopu popsal tento hmyz detailněji. Po Kolarovi tento hmyz nese i jméno ve vědecké literatuře Rakouska, Německa, Francie a Anglie. V Maďarsku, Rusku, Srbsku a na Kubě se tento hmyz stále nazývá Psylla solani tuberosi SCHNEIDER.
Nejprodávanější a nejrozšířenější publikací byla jeho Příručka o škůdcích ovocných stromů, kterou publikoval zároveň jako řadu článků v časopisech. V období 1840–1857 psal deník s přesnými záznamy o počasí. Jedná se o jeden z nejstarších víceletních meteorologických dokumentů ve střední Evropě. Tento dokument je druhým nejstarším dlouhodobým měřením meteorologických údajů na území dnešní České republiky. Deník obsahuje také výkaz o příjmech praktického lékaře, který je zajímavý z hlediska sociální historie.

## Dílo
- Illustriertes Reallexikon der Naturgeschichte,(ilustrovaný reálný slovník přírodních dějin), vydavatel Fr. Ed. Sandtner v Praze 1844 digitalizován
- Naturgeschichte und Abbildungen der schädlichen Obstgarten-Insecten und die bewährtesten Mittel zur Vertilgung derselben. Praha, C.W. Medau, 1843
- Der Kartoffel-Blattsauger, Psylla solani tuberosi řezačka (Cycada [typhlocyba] solani tuberosi Kollar), hmyz způsobující bramborovou hnilobu : předmluva Kollára (červnový sešit (ročník IX.) 1852 zpravodaje o zasedání matematicko-přírodovědecké skupiny Akadmie věd; zvláště vytištěný BSB